# Mojo Mathers
Mojo Celeste Mathers (Londres, 23 de novembre de 1966) és una política neozelandesa i diputada de la Cambra de Representants de Nova Zelanda des de les eleccions de 2011. És membre del Partit Verd i és sorda.

## Inicis
Mathers va néixer el 23 de novembre de 1966 a Londres, Regne Unit. Es graduà de la universitat amb un grau en matemàtiques i un màster en conservació de boscs. Entre el 2001 i 2006 treballà per un negoci de serveis per a conservació de boscs i a partir de 2006 començà a treballar pel Partit Verd.

## Diputada
| Parlament de Nova Zelanda |      |                |        |        |
| Anys                      | Leg. | Circumscripció | Llista | Partit |
| 2011-actualitat           | 50   | Llista         | 14     | Verd   |

Mathers fou candidata pel Partit Verd per primera vegada en les eleccions de 2005 en les quals fou candidata en la circumscripció electoral de Rakaia. Quedà tercera amb el 4,50% del vot i no fou elegida com a diputada de llista al trobar-se setzena en la llista electoral del partit.
En les eleccions de 2008 seria candidata a Christchurch East on quedaria tercera amb el 5,43% del vot. No seria elegida en trobar-se tretzena en la llista.
Per a les eleccions de 2011 seria la candidata del Partit Verd a Christchurch East on quedaria tercera de nou, en aquesta ocasió amb el 4,81% del vot. Seria elegida en trobar-se catorzena en la llista, ja que el partit va rebre catorze escons. Seria la primera diputada sorda de Nova Zelanda.

## Vida personal
Mathers té tres fills.